# Peter Nolander
Peter Nolander (* 29. Januar 1981 in Karlstad) ist ein schwedischer Eishockeyspieler, der seit Juni 2011 bei Mora IK in der HockeyAllsvenskan unter Vertrag steht.

## Karriere
Peter Nolander begann seine Karriere als Eishockeyspieler beim Arvika HC, für dessen Profimannschaft er von 1996 bis 2001 zunächst in der Division II und ab 1999 in der Division I aktiv war. Anschließend wechselte der Verteidiger zu Mora IK aus der HockeyAllsvenskan, mit dem er 2004 in die Elitserien, die höchste schwedische Spielklasse, aufstieg. Dort verbrachte er weitere zwei Spielzeiten im Verein, ehe er im Sommer 2006 zu deren Ligarivalen Brynäs IF wechselte, für den er in den folgenden vier Spielzeiten aufs Eis ging.
Die Saison 2010/11 verbrachte Nolander bei deren Ligakonkurrenten AIK Ishockey, mit denen er die Playoff-Halbfinals erreichte und mit einem Sweep am späteren Meister Färjestad BK scheiterte. Im April 2011 wurde sein auslaufender Vertrag bei AIK Ishockey jedoch nicht verlängert. Zwei Monate später erhielt Nolander einen Kontrakt beim Zweitligisten Mora IK.

## Erfolge und Auszeichnungen
- 1999 Aufstieg in die Division I mit Arvika HC
- 2004 Aufstieg in die Elitserien mit Mora IK